# Kévin Lebreton (cyclisme)
Pour les articles homonymes, voir Lebreton et Kévin Lebreton.
Kévin Lebreton est un coureur cycliste français né le 30 octobre 1993.

## Biographie
Kévin Lebreton court pour l'US Pontchâtelaine en 2011. De 2012 à 2013, il est un des coureurs de l'Union Cycliste Cholet 49. Il est notamment deuxième du Grand Prix de Plouay amateurs,. 
En 2014, il est membre de l'Armée de terre,. Il occupe la tête du classement du meilleur grimpeur à l'occasion de la 2e étape du Paris-Arras Tour 2014.
En 2015, l'équipe Armée de terre devient une équipe continentale. Kévin Lebreton intègre donc les rangs des coureurs professionnels. Lors de cette première saison à ce niveau, il se montre à son avantage sur Cholet-Pays de Loire (12e) et la Ronde de l'Oise où il s'adjuge le classement de la montagne.
En 2016, il s'impose au mois de mars lors de la classique élite nationale Manche-Atlantique disputée en Bretagne, en devançant Paul Ourselin au sommet de la côte de Cadoudal,. Sur ce même lieu, en mai, il s'adjudge la 17e place du GP de Plumelec-Morbihan. 
Il ne connait pas le succès lors de la saison 2017, ne se distinguant que sur Paris-Camembert (11e) et le Tour du Limbourg. À la suite de l'annonce, en novembre, de la disparition de l'équipe de l'Armée, il retourne chez les amateurs et retrouve son ancien club pour la saison 2018, l'UC Cholet 49.

## Palmarès
- 2013[2]
  - Champion des Pays-de-Loire
  - 2e étape du Tour des Mauges
  - 2e du Grand Prix de Plouay amateurs
  - 3e du Trophée Loire-Atlantique
- 2014
  - 1re étape du Kreiz Breizh Elites
  - 3e de La Melrandaise
- 2016
  - Manche-Atlantique
- 2018
  - 1re et 4e étapes du Tour de Mareuil-Verteillac-Ribérac
  - Classement général du Tour de Guyane
  - 2e de Nantes-Segré
  - 3e du Tour de Mareuil-Verteillac-Ribérac
- 2019
  - Ronde du Pays basque
  - Grand Prix de Vallet

## Classements mondiaux
| Année           | 2014 | 2015   | 2016   | 2017   |
| --------------- | ---- | ------ | ------ | ------ |
| UCI Europe Tour | 594e | 1 125e | 1 268e | 1 124e |